# 樋口遼
氏名 = 樋口 遼 = フルネーム = 樋口 遼| ニックネーム =ビッグフット、プロ(マスターズの) | 国籍 =  日本| 泳法 = 自由形、バタフライ| 所属 = BIGFOOT32 SWIM TEAM
Freestylers| 生年月日 = 1987年3月25日（38歳）| 生誕地 = 青森県弘前市| 身長 = 182.1 cm| 体重 = 80.80kg| 樋口 遼（ひぐち りょう、男性、1987年3月25日 - ）は、日本の手。青森県弘前市出身。青森短期大学ビジネス創造学科卒業。2025年度世界マスターズ選手権入賞ならず。

## 略歴
小学校から中学までは野球部に所属しており、私立青森山田高等学校に入ってから水泳を始める。高校3年の県大会で初優勝し、青森県最高記録をマーク。ジュニアオリンピックへ出場。
短大でも水泳を続け2年連続で国体にも出場したが、怪我もあり、卒業後は一度水泳を引退し上京。2年間職を転々としながら、フリーターとして過ごす。
2009年に地元青森県へ戻り、フリーターとして水泳を再開。日本選手権などに出場するも、一人でトレーニングしている事へのマンネリ化などで、2012年に2度目の引退。 
2014年10月、BIGFOOT32 SWIM TEAMを設立し、パーソナルコーチを務める。
2017年に初のスポンサーをつけて活動。
2019年からはプロ活動も開始し、セルフマネジメントで自ら営業を行い、多数のスポンサー、サプライヤー企業からの支援を受け、現役で活動を行う。
2024年に自身が代表を務める、アスリート支援事業のFreestylersを立ち上げる。

## 人物
地方を拠点としているため、練習環境に悩んでおり、拠点とするプールまでは車で往復130km以上かけて移動を行っている。 
マスターズ大会では全国大会の表彰台、短水路シリーズの複数大会複数種目での優勝、県内や地区大会連覇等の数々の戦績を誇っている。
独自のトレーニングとして、雪が降らない春から秋にかけて、腰に重りを着けて神社での階段ダッシュや、公園で陸上トレーニングなどを取り入れている。心身を鍛えるため、年に数回地元の寺院で座禅の修行も行っている。
水泳を引退していた期間、2011年8月には、地元弘前市で開催された第45回青森県ボディビル選手権マッスルの部に出場し優勝。 
2012年二度目の水泳引退をした後に、地下格闘技を始め、弘前市で開催された地下格闘技イベント卍ファイトに出場し判定勝ち。この勝ちをきっかけに、水泳競技に三度目の復帰を果たしている。 
2017年にYouTubeチャンネルを開設し、自身の競技活動のみならず、スポンサー企業のPR発信もしており、現在ではチャンネル登録者数15,000人、動画投稿数1万2,000本を超えるYouTuberとしても活動。
夜中の深夜0:30に起床し、1:00から1時間ジムトレーニング。午前に階段ダッシュや公園での陸上トレーニングを行い、その後にプールへ移動しスイムトレーニング。午後の2:00に就寝するというルーティンを数年間行っている。

## 主な実績・受賞
- 2017年、ジャパンパンマスターズ　50m自由形（30歳区分）優勝、50mバタフライ（30歳区分）2位
- 2018年、第1回アジアマスターズ兼ジャパンマスターズ　50m自由形（30歳区分）34位
- 2019年、FINA世界マスターズ水泳選手権 韓国光州大会　50m自由形（30歳区分）優勝[7]
- 2022年、ジャパンマスターズ　50m自由形（35歳区分）3位、100m自由形（35歳区分）優勝[8][9]
- 2022年、第77回青森県選手権水泳競技大会　50m自由形　121位
- 2022年、イーハトーブマスターズ水泳盛岡大会　25m自由形(35歳区分)優勝、50m自由形(35歳区分)優勝、100m自由形(35歳区分)優勝
- 2023年、FINA世界マスターズ水泳選手権九州大会　50m自由形(35歳区分)9位、100m自由形(35歳区分)9位
- 2023年、ジャパンマスターズ　50m自由形(35歳区分)2位、100m自由形(35歳区分)2位、50mバタフライ(35歳区分)3位、100mバタフライ(35歳区分)優勝
- 2023年、第47回青森県室内選手権水泳競技大会　50m自由形　優勝、100m自由形 優勝
- 2024年　第48回青森県室内選手権水泳競技大会　50m自由形　優勝　6連覇
- 2024年　第79回青森県選手権水泳競技大会兼第76回国民スポーツ大会水泳競技大会　50m自由形　2位
- 2024年　ジャパンマスターズ　50m自由形(35歳区分)2位、100m自由形(35歳区分)3位、100mバタフライ(35歳区分)3位[10]
- 2024年　イーハトーブマスターズ水泳盛岡大会　25m自由形(35歳区分)優勝　　5連覇、50m自由形(35歳区分)2位、100m自由形(35歳区分)2位、25mバタフライ(35歳区分)優勝　2連覇
- 2025年　第49回青森県選手権(25m)水泳競技大会　50m自由形　2位

- 2018年2月23日　平成29年弘前市スポーツ賞『スポーツ優秀賞』受賞[11]
- 2019年2月19日　平成30年弘前市スポーツ賞『スポーツ大賞』受賞[12]
- 2020年2月19日　令和元年弘前市スポーツ賞『スポーツ大賞』受賞[13]
- 2022年3月4日　令和3年弘前市スポーツ賞『スポーツ優秀賞』受賞
- 2023年3月8日　令和4年弘前市スポーツ賞『スポーツ優秀賞』受賞
- 2024年3月12日　令和5年弘前市スポーツ賞『スポーツ優秀賞』受賞
- 2025年3月18日　令和6年弘前市スポーツ賞『スポーツ敢闘賞』受賞

## メディア出演

### TV
- スーパーJチャンネルABA(2018年8月20日、ABA青森朝日放送)
- 夢はここから生放送 ハッピィ(2018年9月15日、ABA青森朝日放送)
- スーパーJチャンネルABA(2019年8月26日、ABA青森朝日放送)
- RABニュースレーダー(2019年8月28日、 RAB青森放送)
- わっち‼ニュース(2024年5月9日、ATV青森テレビ)

### ウェブ
- 水泳の樋口遼選手にインタビュー(2018年3月3日、アップルストリーム）[14]
- 水泳樋口選手　快挙を市長に報告(2018年3月3日、アップルストリーム）[15]